# Sokolohirsk
Sokolohirsk (ukrajinsky Сокологірськ; dříve Oleksandrivka, Petro-Marjivka a Pervomajsk) je město v Luhanské oblasti na Ukrajině. Leží v oblasti Donbasu na levém břehu Luhaně zhruba 76 kilometrů na západ od Luhanska a 120 kilometrů severozápadně od Doněcka. V roce 2013 v něm žilo 38 tisíc obyvatel.

## Dějiny
Sídlo bylo založeno v roce 1765 jako Oleksandrivka (Олександрівка), v letech 1865 až 1920 se jmenovalo Petro-Marjivka (Петро-Мар'ївка) a pak bylo přejmenováno na počest svátku práce na Pervomajsk. V roce 2024 bylo přejmenováno na Sokolohirsk.